# Didogobius
Genre
Didogobius est un genre de poissons de la famille des Gobiidae.

## Liste d'espèces
Selon FishBase (30 juin 2010) :
- Didogobius amicuscaridis Schliewen & Kovacic, 2008
- Didogobius bentuvii Miller, 1966
- Didogobius helenae Van Tassell & Kramer, 2014
- Didogobius kochi Van Tassell, 1988
- Didogobius schlieweni Miller, 1993
- Didogobius splechtnai Ahnelt & Patzner, 1995
- Didogobius wirtzi Schliewen & Kovacic, 2008

Selon World Register of Marine Species (17 déc. 2015)
- Didogobius amicuscaridis Schliewen & Kovacic, 2008
- Didogobius bentuvii Miller, 1966
- Didogobius kochi Van Tassell, 1988
- Didogobius schlieweni Miller, 1993
- Didogobius splechtnai Ahnelt & Patzner, 1995
- Didogobius wirtzi Schliewen & Kovacic, 2008

## Publication originale
- Miller, 1966 : A new genus and species of gobiid fish from the eastern Mediterranean. Annals and Magazine of Natural History, ser. 13, vol. 8, n. 87/88, p. 161-172.